# 塔里木岩蜥
塔里木岩蜥（学名：Laudakia tarimensis）为鬣蜥科岩蜥属的爬行动物，俗名塔里木鬣蜥，是中国的特有物种。分布于新疆等地。该物种的模式产地在新疆和田。